# Уолтерс (Оклахома)
Уолтерс (англ. Walters) — крупнейший город и административный центр округа Коттон в штате Оклахома в Соединённых Штатах Америки.
Девиз города — «Small town; Big heart» (букв. «Маленький город; Большое сердце»).
По данным переписи населения США 2020 года, число жителей города составляло 2 тысячи 412 человек.

## История
Доколумбовы цивилизации населявшие этот район включали в себя такие археологические культуры каменного века, как Кловис, Фолсом и Плано.
Западные исследователи прибыли сюда в XVI веке, а испанский исследователь Франсиско Васкес де Коронадо посетил эти места в 1541 году. Большая часть региона в это время была заселена народами уичита и кэддо.

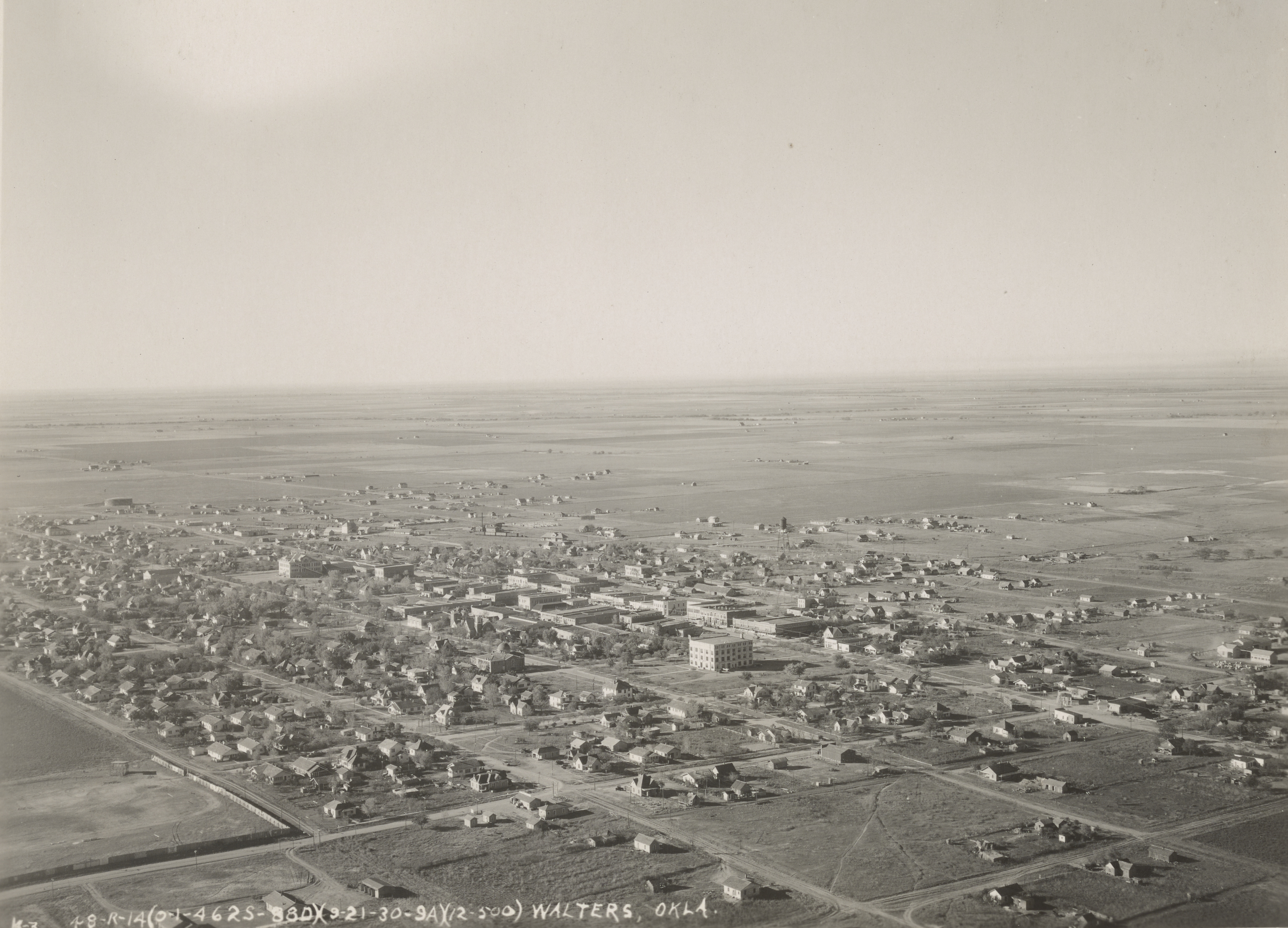
Уолтерс в 1930 году

Большую часть XVIII века регион Оклахома находился под французским контролем как часть Луизианы. В 1803 году Луизианская покупка привела территорию под юрисдикцию Соединенных Штатов. В 1830 году Конгресс США принял Закон о переселении индейцев, который переселил индейские племена на Индейскую территорию. Южная часть территории изначально была отведена чокто и чикасо, пока Договор Медисин-Лодж 1867 года не выделил юго-западную часть земель племенам чокто и чикасо команчам, кайова и апачам.
28 августа 1912 года округ Коттон стал последним округом, образованным в Оклахоме. Вскоре после этого были проведены еще одни выборы, чтобы определить, кто станет административным центром округа — Уолтерс или Темпл. 2 декабря 1912 года Уолтерс победил с перевесом в 282 голоса, официально став столицей округа Коттон.

## География
По данным Бюро переписи населения США, общая площадь города составляет 8,4 квадратных миль (22 км2), из которых 8,1 квадратных миль (21 км2) — это суша и 0,2 квадратных мили (0,52 км2 или 2,75%) — водная поверхность.